# Wakefern Food Corporation
Wakefern Food Corporation er et amerikansk dagligvare- detailhandelskorporativ. Det blev etableret i 1946, og det er baseret i Keasbey, New Jersey. I 2023 havde Wakefern 48 datterselskaber, som ejer og driver 365 supermarkeder under brands som: ShopRite, Price Rite Marketplace, The Fresh Grocer, Dearborn Market, Gourmet Garage og Fairway Market i delstaterne New Jersey, New York, Connecticut, Pennsylvania, Maryland, Delaware, Massachusetts, New Hampshire og Rhode Island. De omsætter for ca. 20 mia. US $ og der er 80.000 ansatte.